# Jakob Bichsel
Jakob Bichsel (* 5. Mai 1931 in Diessenhofen TG) ist ein Schweizer Komponist und Dirigent.

## Leben
Bichsel absolvierte sein Studium in der Musikakademie Zürich bei Heinrich Menet. Er leitete als Dirigent verschiedene Blasorchester, unter anderem das Blasorchester Romanshorn und von 1959 bis 1972 die Stadtharmonie Eintracht Rorschach. Als Komponist und Arrangeur war er Mitarbeiter eines Musikverlages in Kreuzlingen.

## Werke (für Blasorchester)
- 2000: Öpfelkönigin 2000
- 2004: Jubiläums-Überraschung für Chor und Blasorchester
- Arietta (Trompeters Diamant) für Trompete und Blasorchester
- Bei Windstärke 8
- Franz-Fischer-Marsch
- Kleines Präludium
- Max und Moritz
- Melodia, Walzer
- Spanische Sonne, Bolero
- Thurgi du mis Heimatländli
- Thema und Variationen für Hackbrett und Blasorchester (2011 Wind Music Edition)
- Zunft Oberstrass
- Egnacher Marsch

## Weblink
- Jakob Bichsel auf der Website von Wind Music Edition

| Personendaten    | Personendaten                    |
| ---------------- | -------------------------------- |
| NAME             | Bichsel, Jakob                   |
| KURZBESCHREIBUNG | Schweizer Komponist und Dirigent |
| GEBURTSDATUM     | 5. Mai 1931                      |
| GEBURTSORT       | Diessenhofen TG                  |